# Телегуев, Евгений Алексеевич
Евгений Алексеевич Телегуев (1924—2012) — деятель советских спецслужб, генерал-майор госбезопасности. Начальник УКГБ по Амурской области (1975—1978) и Хабаровскому краю (1978—1981).

## Биография
Родился 31 марта 1924 года в селе Волочаново Волоколамского уезда Московской губернии (ныне — городской округ Шаховская Московской области) в семье военнослужащего Красной армии.
С 1941 года после окончания Иркутской средней школы и начала Великой Отечественной войны Е. А. Телегуев был призван в ряды РККА и зачислен в Отдельную мотострелковую бригаду особого назначения НКВД СССР. С 1941 года в составе ОМСБОН НКВД СССР участвовал в боевых действиях под Москвой. С 1942 года Е. А. Телегуев был назначен руководителем разведывательно-диверсионной группы партизанской бригады «Неуловимые», действовавшей на территории оккупированной немцами Белоруссии. При непосредственном руководстве и участии Е. А. Телегуева разведывательно-диверсионной группой было взорвано шесть железнодорожных мостов и тринадцать гитлеровских эшелонов.
С 1944 по 1946 годы проходил обучение в Горьковской школе НКГБ СССР. С 1946 по 1951 годы служил оперативным уполномоченным в районных отделах МГБ СССР по Латвийской ССР, был участником спецопераций по борьбе с латвийским националистическим подпольем.
С 1951 по 1954 годы — оперативный сотрудник Бюро № 1 (спецоперации за рубежом) МГБ СССР. С 1954 по 1957 годы обучался в Высшей школе КГБ при СМ СССР им. Ф. Э. Дзержинского. С 1957 по 1975 годы — оперативный сотрудник, заместитель руководителя и руководитель отделов в аппаратах Первого главного управления (внешняя разведка) и Второго главного управления (контрразведка) КГБ при СМ СССР.
С 1975 по 1978 годы — начальник УКГБ СССР по Амурской области. С 1978 по 1981 годы — начальник УКГБ СССР по Хабаровскому краю. С 1981 по 1985 годы работал в центральном аппарате КГБ СССР.
С 1985 года вышел в отставку. С 1997 года занимал руководящие должности в ветеранских организациях — был председателем Российской комиссии по делам партизан и подпольщиков, председателем Совета коллектива ветеранов Отдельной мотострелковой бригады особого назначения (ОМСБОН) НКГБ—НКВД СССР и членом Российской комиссии по делам ветеранов войны.
Умер 13 июня 2012 года в Москве, похоронен на Троекуровском кладбище.

## Награды
- Два Ордена Отечественной войны I степени
- Орден  Трудового Красного Знамени
- Три Ордена Красной Звезды
- Медаль За боевые заслуги
- Медаль «Партизану Отечественной войны» I степени
- Медаль «За оборону Москвы»